# Centroctenus auberti
Centroctenus auberti là một loài nhện trong họ Ctenidae.
Loài này thuộc chi Centroctenus. Centroctenus auberti được Lodovico di Caporiacco miêu tả năm 1954.